# آلفردو آگیلار
آلفردو آگیلار (انگلیسی: Alfredo Aguilar؛ زادهٔ ۱۸ ژوئیهٔ ۱۹۸۸) بازیکن فوتبال اهل پاراگوئه است.
از باشگاه‌هایی که در آن بازی کرده‌است می‌توان به باشگاه ورزشی الیمپیا اشاره کرد.
وی همچنین در تیم ملی فوتبال پاراگوئه بازی کرده‌است.